# Едуард Адольф Дрюмон
Едуард Адольф Дрюмон (фр. Édouard Adolphe Drumont; 3 травня 1844 — 3 лютого 1917, Париж) — журналіст і католицький письменник, відомий як антисеміт і французький націоналіст.

## Біографія
Друмон народився в Парижі 3 травня 1844 року в родині декораторів порцеляни з Лілля. У сімнадцять років його батько помер, і він залишив сім'ю, щоб заробляти собі на життя.
Спочатку він був на державній службі, але згодом став співробітником видавництва й автором численних різноманітних праць, серед яких «Мій старий Париж» (1879), нагороджений Французькою академією.
У книзі «Єврейська Франція» (фр. La France Juive), що вийшла у 1886 році, Друмон критикував роль євреїв у Франції та виступав за їхнє виключення з суспільства. У 1892 році Друмон заснував газету «Вільна Франція» (фр. La Libre Parole), яка стала платформою для агресивного антисемітизму.
З 1898 по 1902 рік Едуард Друмон представляв департамент Алжир у Палаті депутатів Третьої республіки. На нього подали до суду за звинувачення депутата парламенту в отриманні хабаря від відомого єврейського банкіра Едуарда Альфонса Джеймса де Ротшильда за ухвалення потрібного банкіру законопроєкту. Друмон привернув багато прихильників і був одним з основних джерел антисемітських ідей, які згодом підхопили нацисти. Він скористався Панамським скандалом і досяг вершини своєї сумної слави під час «Справи Дрейфуса», в якій він був найзапеклішим обвинувачем Альфреда Дрейфуса.
За свої антипанамські статті Друмон був засуджений до трьох місяців ув'язнення. У 1893 році він даремно балотувався в Ам'єні; наступного року він виїхав до Брюсселя. Справа Дрейфуса допомогла йому повернути популярність, і в 1898 році він повернувся до Франції, був обраний депутатом від першого департаменту Алжиру, але зазнав поразки як кандидат на переобрання в 1902 році.
Бувши забобонним, Дрюмон носив із собою корінь мандрагори й напав на Жоржа Буланже, спираючись на пальміру.

## Полеміка про «Старий Париж»
Його праця «Старий Париж» (фр. Mon vieux Paris), опублікована в 1878 році, є коментованим оглядом столиці. Цей огляд перемежовується тужливими роздумами, сповненими жалю. На думку його недоброзичливців, через присвійний займенник «mon» назва вказує на упереджене бачення і демонструє консервативне ставлення, використовуючи термін «oud».

У ній Друмон засуджує Париж 1878 року, пророкуючи занепад «міста вогнів». Його опоненти вбачають в описі Пале-Рояль вираз його монархічних переконань і ненависті до республіканського Парижа:
Його опоненти вбачають у цьому передвістя реакційних теорій його твору «Молода Франція» (фр. La France Juive):
|  | Польська Франція скоро стане нічим іншим, як мережею вокзалів; десять або двадцять хвилин затримки, буфет, і мандрівний єврей — не більше, ніж подорожній, що повернувся. Оригінальний текст (фр.) La France, remise à neuf, ne sera bientôt plus qu'un réseau de gares; dix ou vingt minutes d'arrêt, buffet, et le Juif-Errant lui-même n'est plus qu'un voyageur rétrograde.. |

## Твори
- Mon vieux Paris, 1878
- Les Fêtes nationales à Paris, 1878
- Le Dernier des Trémolin, 1879
- Papiers inédits du Duc de Saint-Simon, 1880
- La mort de Louis XIV, 1880
- La France Juive, 1886
- La France Juive devant l'opinion, 1886
- La Fin d'un monde, 1889
- La Dernière Bataille, 1890
- Le Testament d'un antisémite, 1891
- Le Secret de Fourmies, 1892
- De l'or, de la boue, du sang-Du Panama á l'anarchie, 1896
- Mon vieux Paris Deuxième Série, 1897
- La tyrannie maçonnique, 1899
- Les juifs contre la France, 1899 — Les Juifs et l'affaire Dreyfus
- Les Tréteaux du succès, figures de bronze ou statues de neige, 1900
- Les Tréteaux du succès, Les héros et les pitres, 1900
- Le peuple juif, 1900
- Vieux portraits, vieux cadres, 1903
- Sur le chemin de la vie, 1914